# Hervé Bérard
Hervé Bérard est un réalisateur français.

## Biographie
Réalisateur et producteur de Très insuffisant, sélectionné au Festival de Cannes 1979, Hervé Bérard a représenté la SRF à la commission de classification des films.
Spécialiste des questions relatives à la censure, il déclare notamment en 2002 à la suite de la présentation du rapport de la philosophe Blandine Kriegel sur la violence à la télévision : « J'ai vu les choses venir. Blandine Kriegel a été mandatée pour un rapport sur la violence à la télévision et elle s'en prend au cinéma en sortant une réforme de la censure tous azimuts, au détriment des créateurs et des spectateurs ! Elle appuie son offensive sur des affirmations gratuites et des exemples faussés. »

## Filmographie

### Courts métrages
- 1978 : Peut mieux faire
- 1979 : Fait-divers d'une adolescente (présenté en 1980 au Festival international du jeune cinéma de Hyères)[5]

### Long métrage
- 1980 : Très insuffisant